# Erioptereta lanuginosa
Erioptereta lanuginosa là một loài bướm đêm trong họ Geometridae.